# Bożepole Małe
Bożepole Małe is een plaats in het Poolse district  Wejherowski, woiwodschap Pommeren. De plaats maakt deel uit van de gemeente Łęczyce en telt 410 inwoners.